# 沖天遙控車

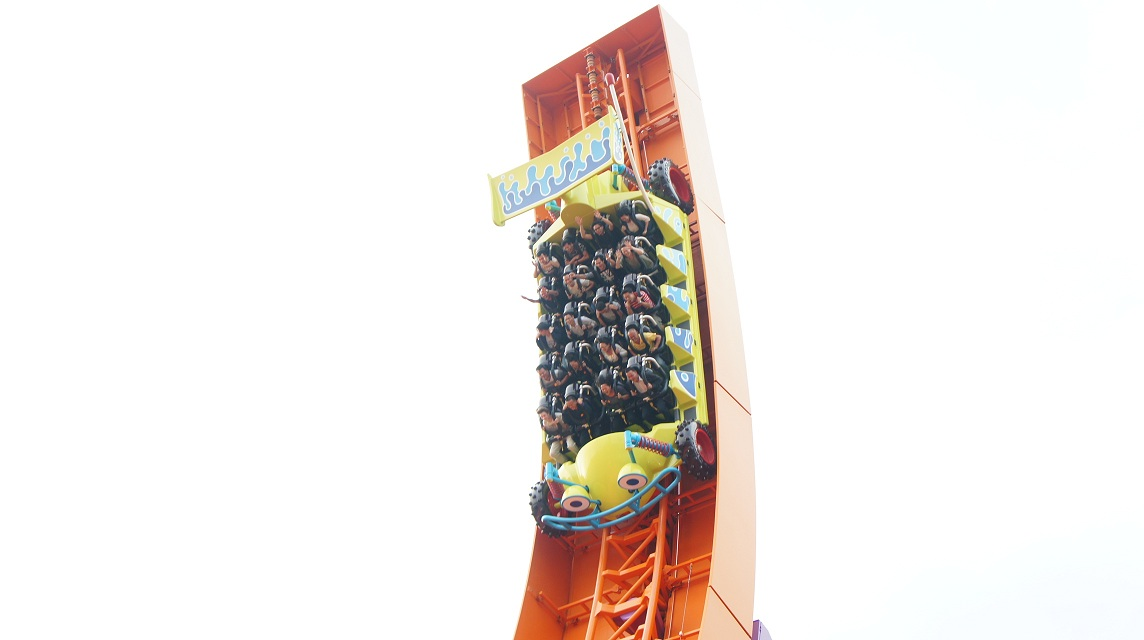
位於香港迪士尼樂園的沖天遙控車

沖天遙控車（英語：RC Racer）是一輛以鋼製的穿梭過山車於香港迪士尼樂園、華特迪士尼影城、上海迪士尼樂園的反斗奇兵大本營內運行，在上海迪士尼叫做『抱抱龙冲天赛车』且主题装饰略有不同，此游乐设施是模仿電影反斗奇兵安仔的玩具遙控車極速在U型軌道前後飛馳，香港迪士尼樂園、上海迪士尼乐园版本的沖天遙控車轨道高27.8米，比起華特迪士尼影城的版本高兩米。